# Mandinga y Cardón
Mandinga y Cardón är en ort i Mexiko.   Den ligger i kommunen Alvarado och delstaten Veracruz, i den sydöstra delen av landet, 300 km öster om huvudstaden Mexico City. Mandinga y Cardón ligger 20 meter över havet och antalet invånare är 439.
Terrängen runt Mandinga y Cardón är platt. Runt Mandinga y Cardón är det ganska tätbefolkat, med 93 invånare per kvadratkilometer. Närmaste större samhälle är Tlalixcoyan, 13,0 km söder om Mandinga y Cardón. Omgivningarna runt Mandinga y Cardón är en mosaik av jordbruksmark och naturlig växtlighet.